# Lunia Czechowska
Ludwika Czechowska (1894-1990), née Makowska, est une Polonaise qui a été pendant plusieurs années un modèle et une amie d'Amedeo Modigliani.

## Biographie
Ludwika Czechowska, surnommée Lunia, est la fille de Wincenty Makowski, menuisier, et de Bronisława Dziarkowska. Elle est née le 15 août 1894 dans le quartier de Praga à Varsovie au sein d'une famille ouvrière modeste.
Son père est un activiste socialiste et anarchiste. En 1907, après avoir purgé deux ans sur une peine de quinze ans de prison pour son rôle dans une grève ouvrière à Varsovie, alors sous l'occupation russe, Makowski déménage sa famille à Cracovie, alors sous la domination autrichienne. (A cette époque, la Pologne est occupée par les trois puissances voisines, Russie, Autriche et Prusse.)
Après avoir obtenu son diplôme du gymnase en 1913, Lunia suit les souhaits de son père et s'installe à Paris. Elle y rencontre Kazimierz Czechowski, un autre émigré polonais, dont elle tombe amoureuse. Elle l'épouse le 21 juin 1915 et son amie Stéphania Łazarska est témoin du mariage. Tous deux côtoient dans la capitale leurs compatriotes, parmi lesquels Leopold Zborowski et sa compagne Anna Sierzpowska.
Zborowski et Czechowski se connaissent depuis l'enfance. Lorsque Leopold arrive à Paris en 1913 pour étudier l'art moderne à la Sorbonne, il s'installe chez son vieil ami. Anna Sierzpowska vit à Paris avec sa sœur depuis 1910. Elle rencontre Leopold au Café de la Rotonde le 2 août 1914, au début de la Première Guerre mondiale. Bien qu'ils ne se soient jamais officiellement mariés, Anna a toujours appelé Leopold son mari. Le peintre Moïse Kisling, également d'origine polonaise et voisin de la famille Zborowski de l'immeuble de la rue Joseph Bara - présente Zborowski à son ami Modigliani en 1916. Le marchand en herbe vit pour la première fois les peintures de l'artiste italien plus tard cette année-là, lors d'une exposition collective à la Lyre et Palette, l'atelier Montparnasse du peintre suisse Émile Lejeune. Zborowski assiste à l'événement avec Anna, Ludwika et Kazimierz. C'est ainsi que Ludwika rencontre Amedeo. Une amitié se crée. Le peintre réalisera 14 portraits d'elle.
A la nouvelle de la révolution russe de 1917.Czechowski confie sa femme aux soins de ses amis Leopold et Anna et part en Russie pour s'enrôler dans l'Armée rouge. Il disparait en Sibérie en 1920. Ludwika n’append la nouvelle de sa mort qu’en 1921. 
En secondes noces, elle épouse un homme de théâtre, acteur et réalisateur, Zenon Choroszczo.
Après-guerre, Ludwika tient une petite galerie d'art rue de Seine, à Paris. Elle confie ses souvenirs à Ambrogio Ceroni qui le consigne dans le livre Amedeo Modigliani, Peintre paru en 1958. Elle passe les dernières années de sa vie dans un petit appartement de la rue de France à Nice.
Elle est morte à Menton le 12 mars 1990, à l'âge de 95 ans.

## Galerie
- Portraits par Amedeo Modigliani

"Portraits
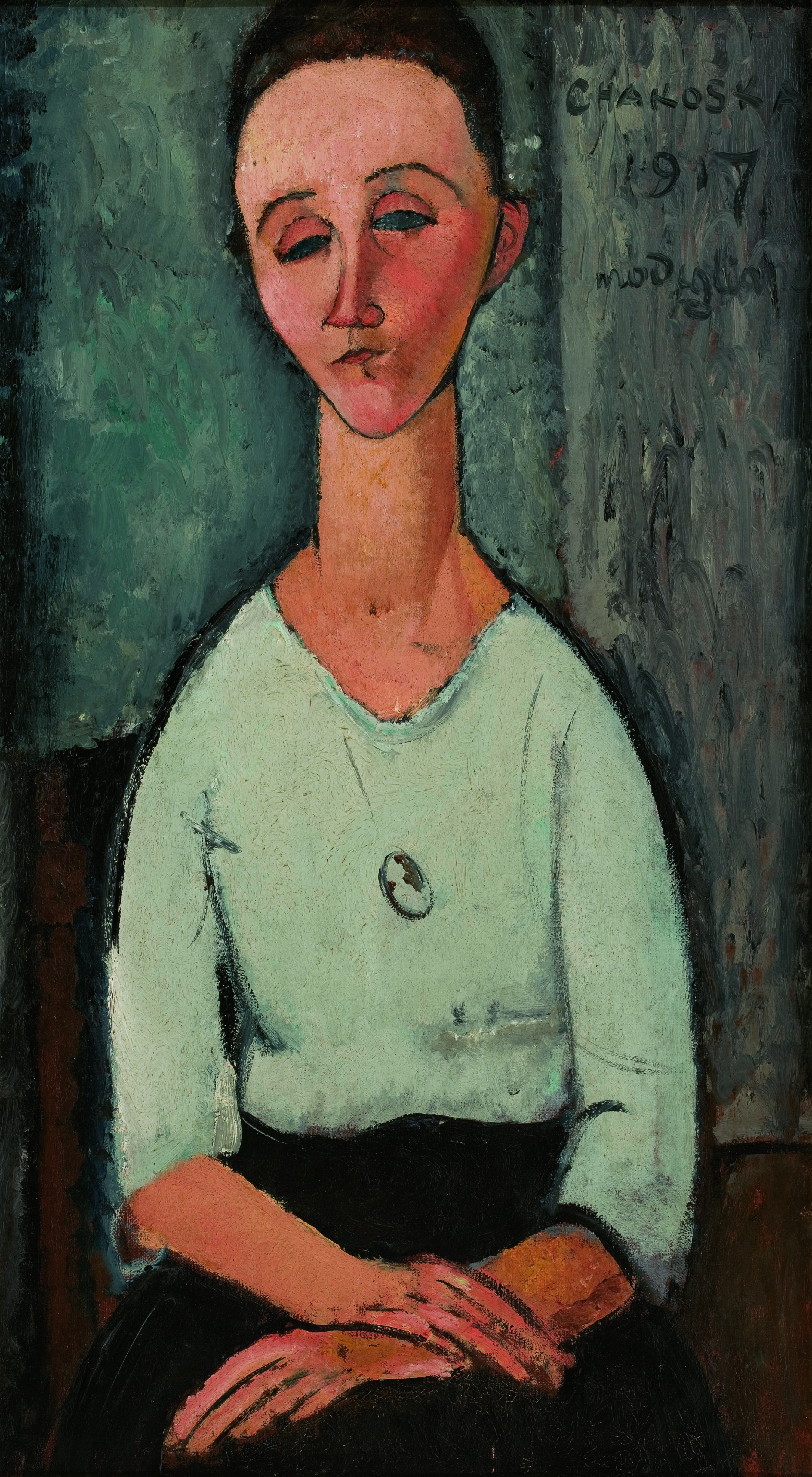
Chakoska (1917), Musée d'art de São Paulo
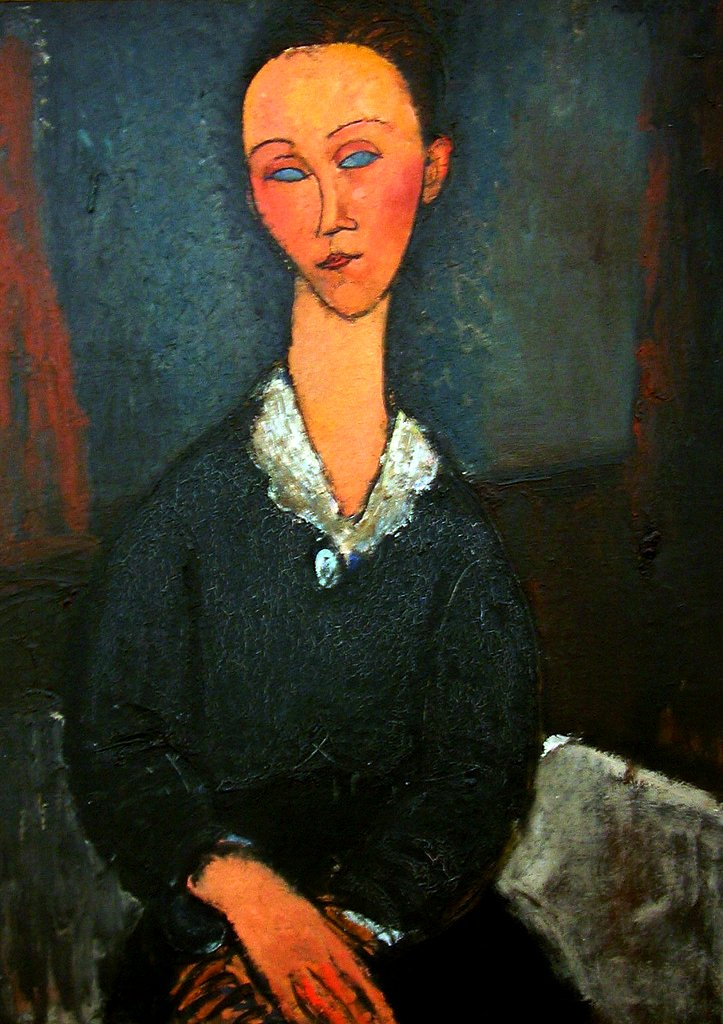
Femme au col blanc (1917), Musée de Grenoble
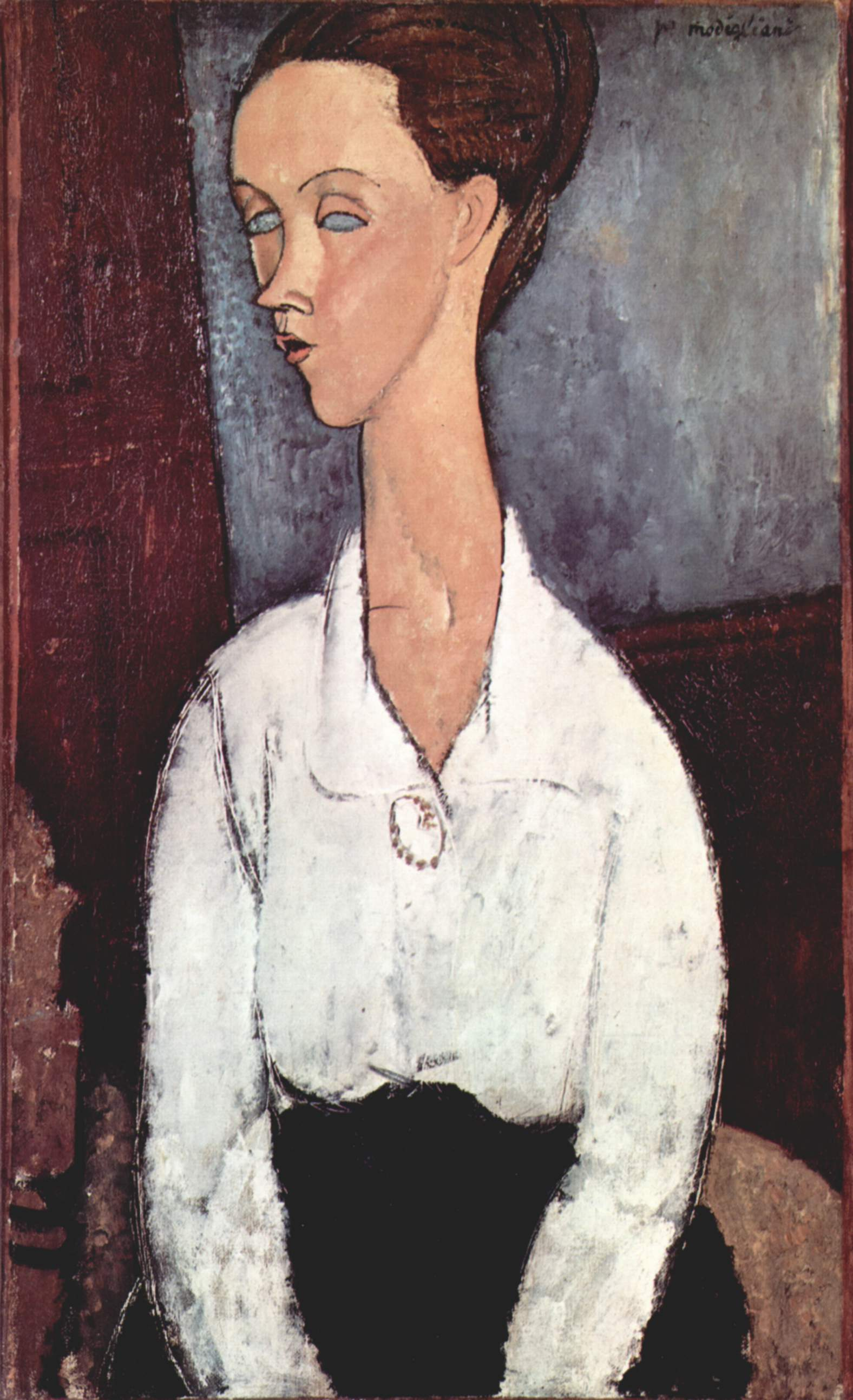
Portrait de Lunia Czechowska en chemisier blanc (1917), collection privée
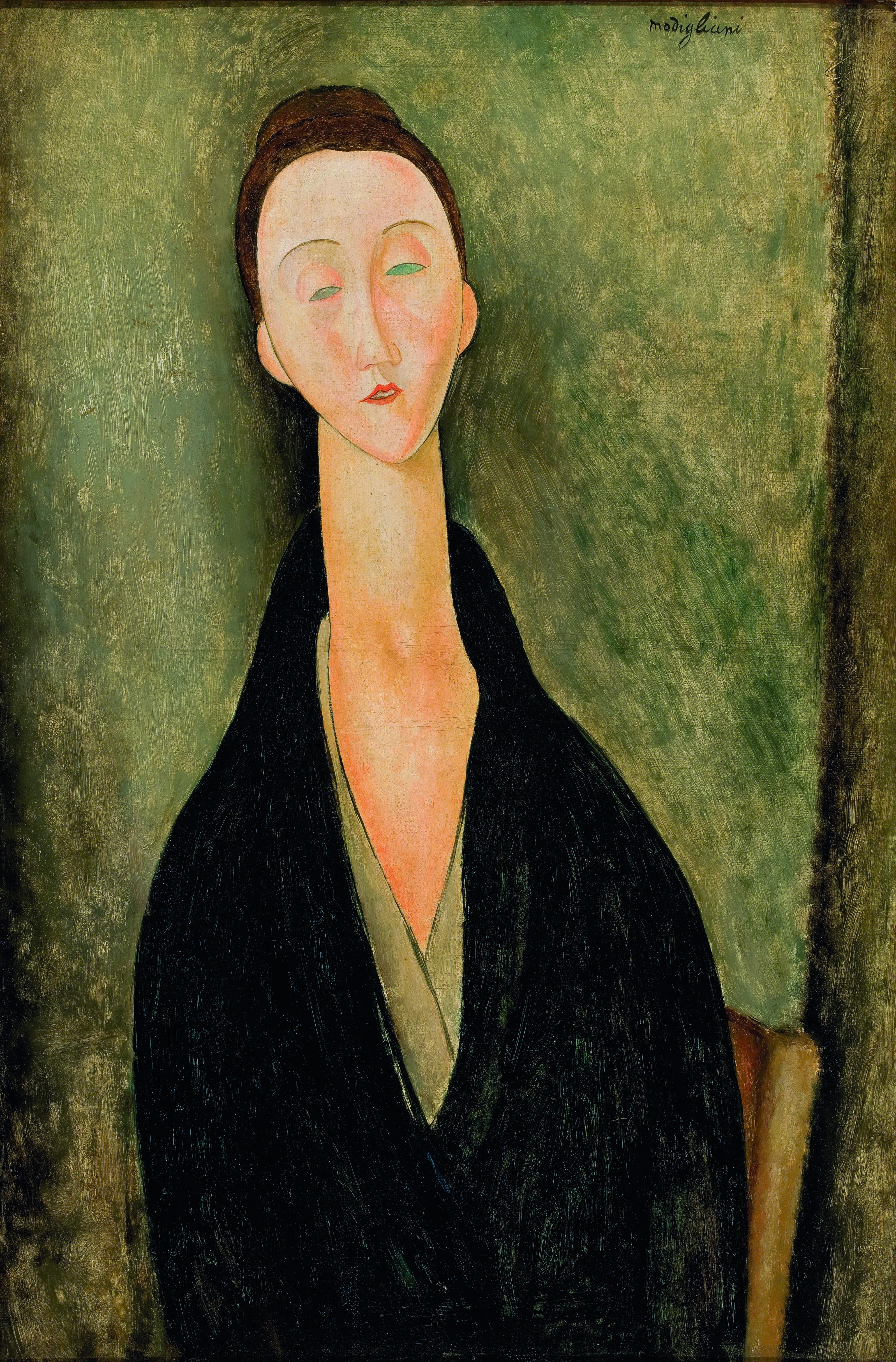
Lunia Czechowska (vers 1918), Musée d'art de São Paulo
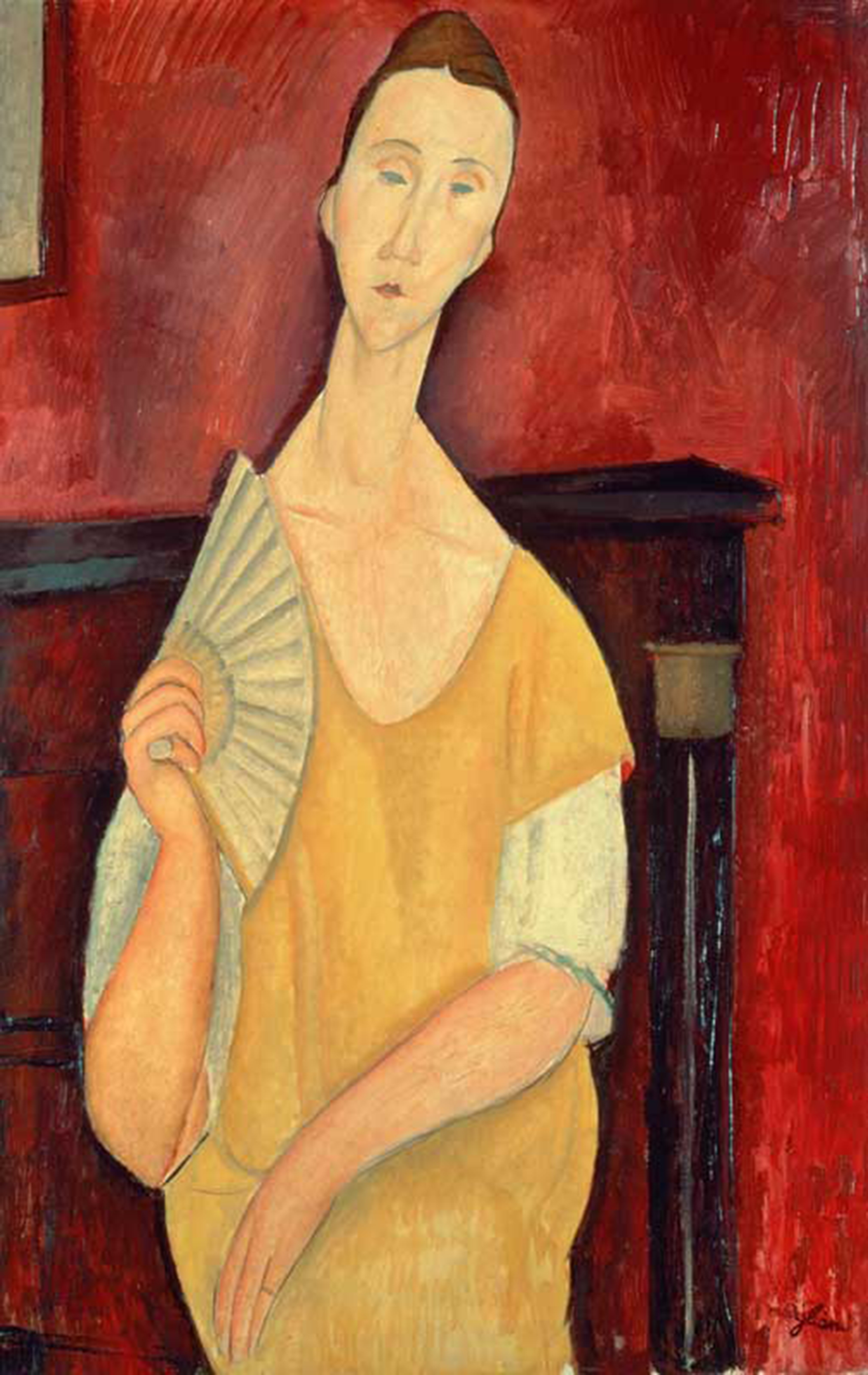
La Femme à l'éventail (1919), Musée d'Art moderne de Paris
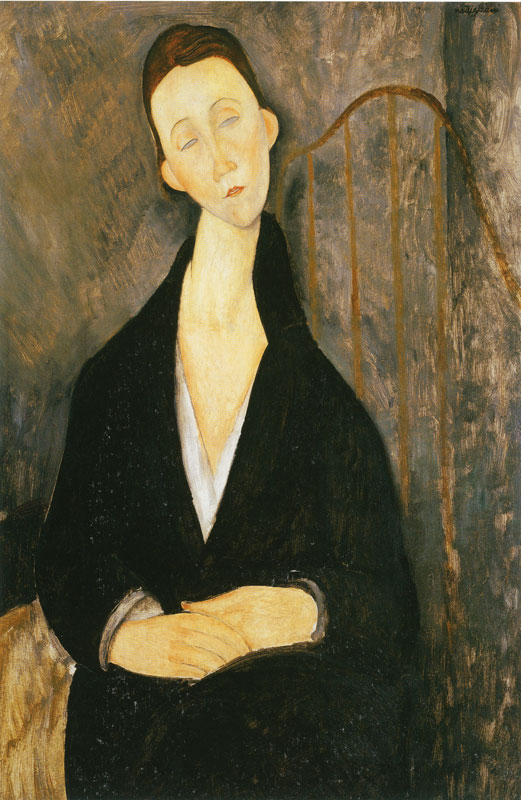
Lunia Czechowska (à la robe noire) (1919), collection privée
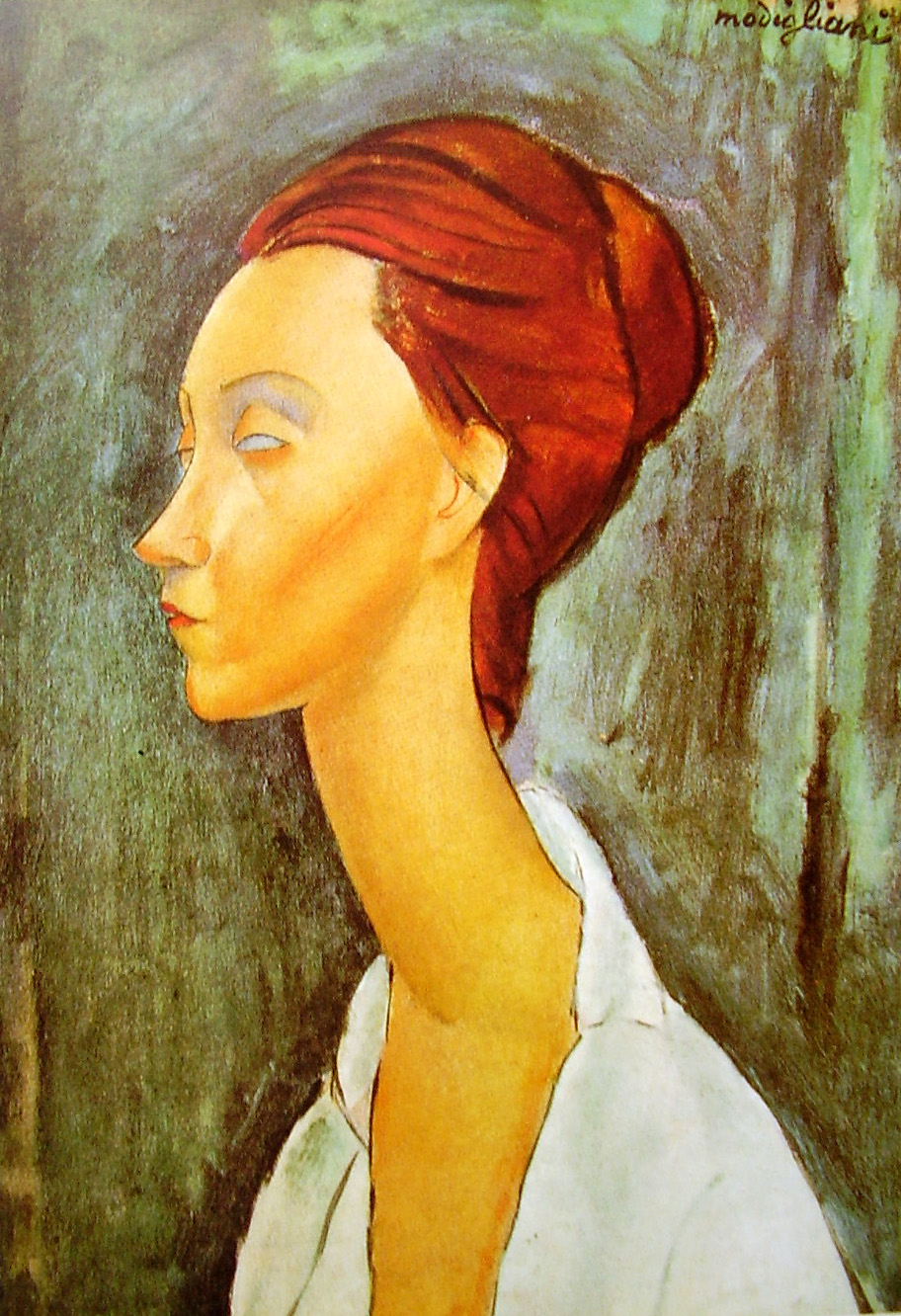
Portrait de Lunia Czechowska (1919), collection privée
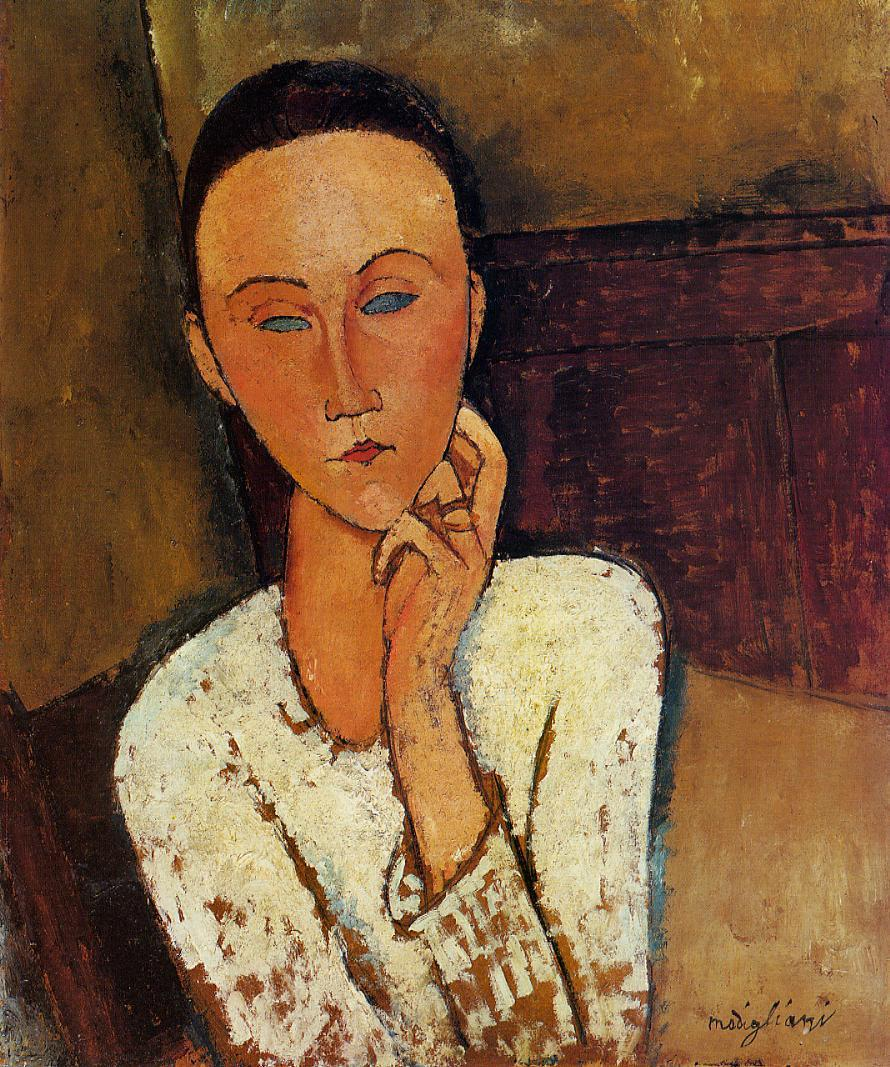
(1918)